# Carsten Höttcher
Carsten Höttcher (* 27. Januar 1964 in Braunschweig) ist ein deutscher Politiker (CDU) und war von 2003 bis 2013 Mitglied des Niedersächsischen Landtags.

## Leben
Nach dem Realschulabschluss machte Höttcher sein Fachabitur Wirtschaft. Nach anschließendem Grundwehrdienst absolvierte er eine Ausbildung zum Industriekaufmann in Hannover und war danach beim Vertrieb im Außendienst tätig. 1991 machte er sich mit einer Handelsvertretung und Immobilienverwaltung selbstständig.

## Politik
Seit 2001 ist Höttcher Mitglied der CDU. Im selben Jahr wurde er Mitglied des Bezirksrates Geitelde-Stiddien-Timmerlah. Darüber hinaus gehört er als Bürgermitglied dem Wirtschaftsausschuss der Stadt Braunschweig an. Im Niedersächsischen Landtag war er ab 2003 (als direkt gewählter Abgeordneter im Landtagswahlkreis Braunschweig-Süd) vertreten. Zur Landtagswahl in Niedersachsen 2013 trat er nicht erneut an und schied Januar 2013 aus dem Landtag aus.